# Carl Roesner
Carl Roesner, také Karl Roesner nebo Carl Rösner (19. června 1804 Vídeň – 13. července 1869 Steyr) byl rakouský architekt období historismu a pedagog Akademie výtvarných umění ve Vídni. Pro Prahu navrhl kostel sv. Cyrila a Metoděje v Praze–Karlíně.

## Život
Pocházel z Vídně, kde jeho rodiče byli zaměstnáni v divadle v Hofburgu. Strýc z matčiny strany, Hermann Neefe, byl malířem divadelních dekorací. Carl opustil studium na gymnáziu, aby mohl malovat kulisy a hrát v divadle. Rodiče mu to brzy zakázali, proto se v letech 1822–1825 obrátil ke studiu architektury na Akademii výtvarných umění ve Vídni, studium zakončil stipendijním pobytem v Římě.
Roku 1826 Roesner nastoupil jako korektor na vídeňské Akademii výtvarných umění a od roku 1835 jako profesor. Měl blízko ke katolickému kruhu romantiků kolem Klementa Marii Hofbauera, pro něhož ve Vídni navrhl kostel Nejsvětějšího Vykupitele u redemptoristů. Projektoval převážně kostely. Jako architekt a profesor významně přispěl k rozvoji rakouské architektury období romantismu. Mezi jeho studenty na Akademii výtvarných umění patřili architekti Max Fleischer, Richard Jordan, Wilhelm Stiassny nebo Antonín Barvitius. 
Kromě práce na Akademii byl Roesner zástupcem šéfredaktora vídeňských stavebních novin „Allgemeine Bauzeitung“. Většina jeho nejvýznamnějších staveb, postavených za monarchie, se dochovala mimo území Rakouska.

## Stavby
- hřbitovní kaple Pinkafeld, 1835
- kostel Vykupitele, dříve redemptoristů, Landstraße ve Vídni, 1836
- Kostel sv. Jana Nepomuckého v Leopoldstadtu, Vídeň, 1841–1846
- Farní kostel v Meidlingu, 1845
- hřbitovní kaple na horním městském hřbitově v Klosterneuburgu, 1846
- klášterní kaple sv. Vincence v Pinkafeldu, 1854/1855
- Farní kostel Panny Marie Vítězné v Arsenalu ve Vídni, Landstraße, 1856
- Kostel sv. Josefa v Kalocsi, Maďarsko, 1859
- Novorománský kostel sv. Cyrila a Metoděje v Praze–Karlíně, s Ignácem Ullmannem, 1863
- Farní kostel Panny Marie ve Vídni–Hietzingu, kolem 1865; rozšíření kostela na západ novou fasádou a zvonicí v novogotickém stylu.
- Katedrála v Đakovu, (Chorvatsko), 1866
- Novogotická kašna na hlavním náměstí v Gföhlu, 1870[2]
- Věž katolického farního kostela ve Stadtschlainingu

## Galerie

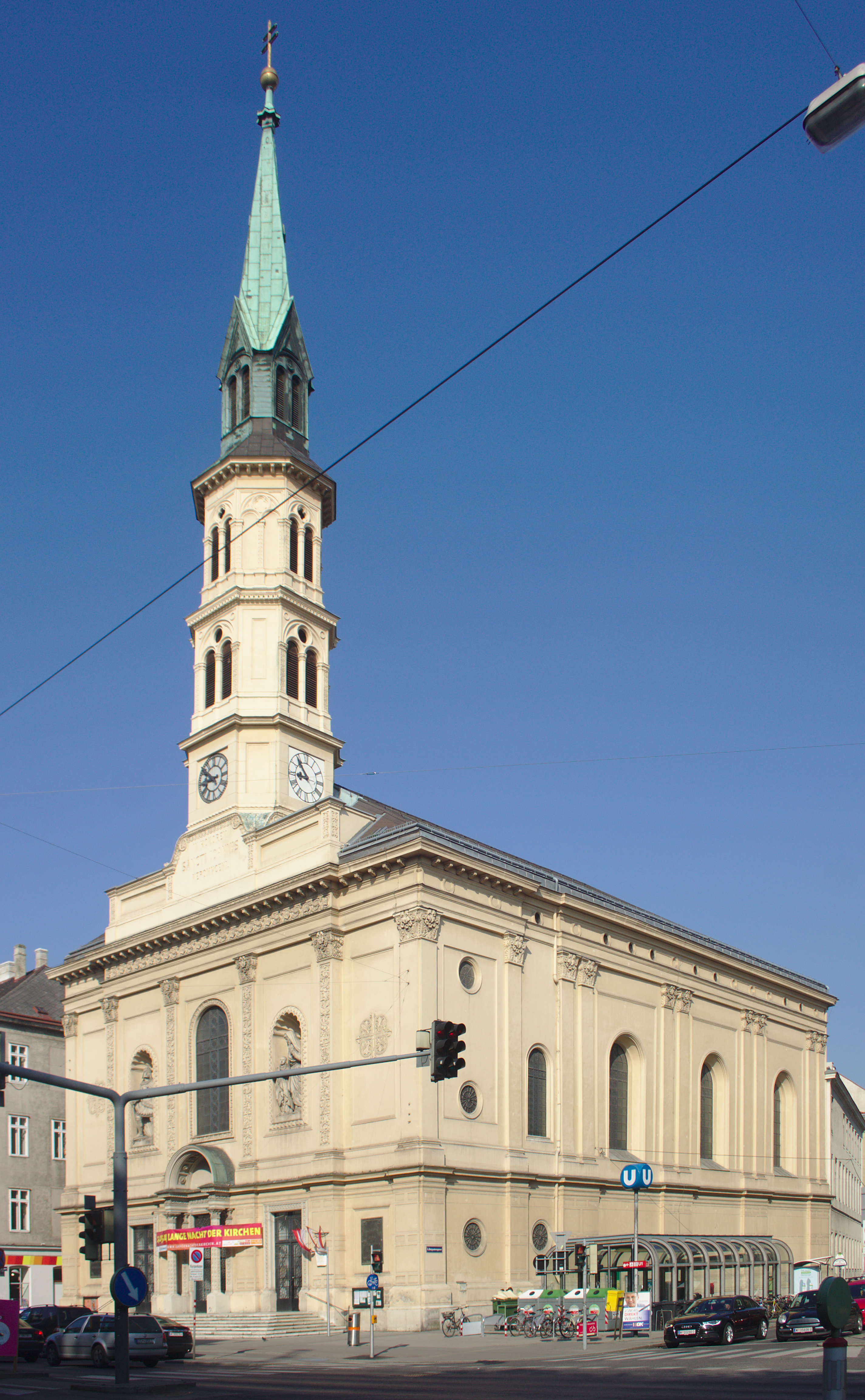
Kostel v Leopoldstadtu
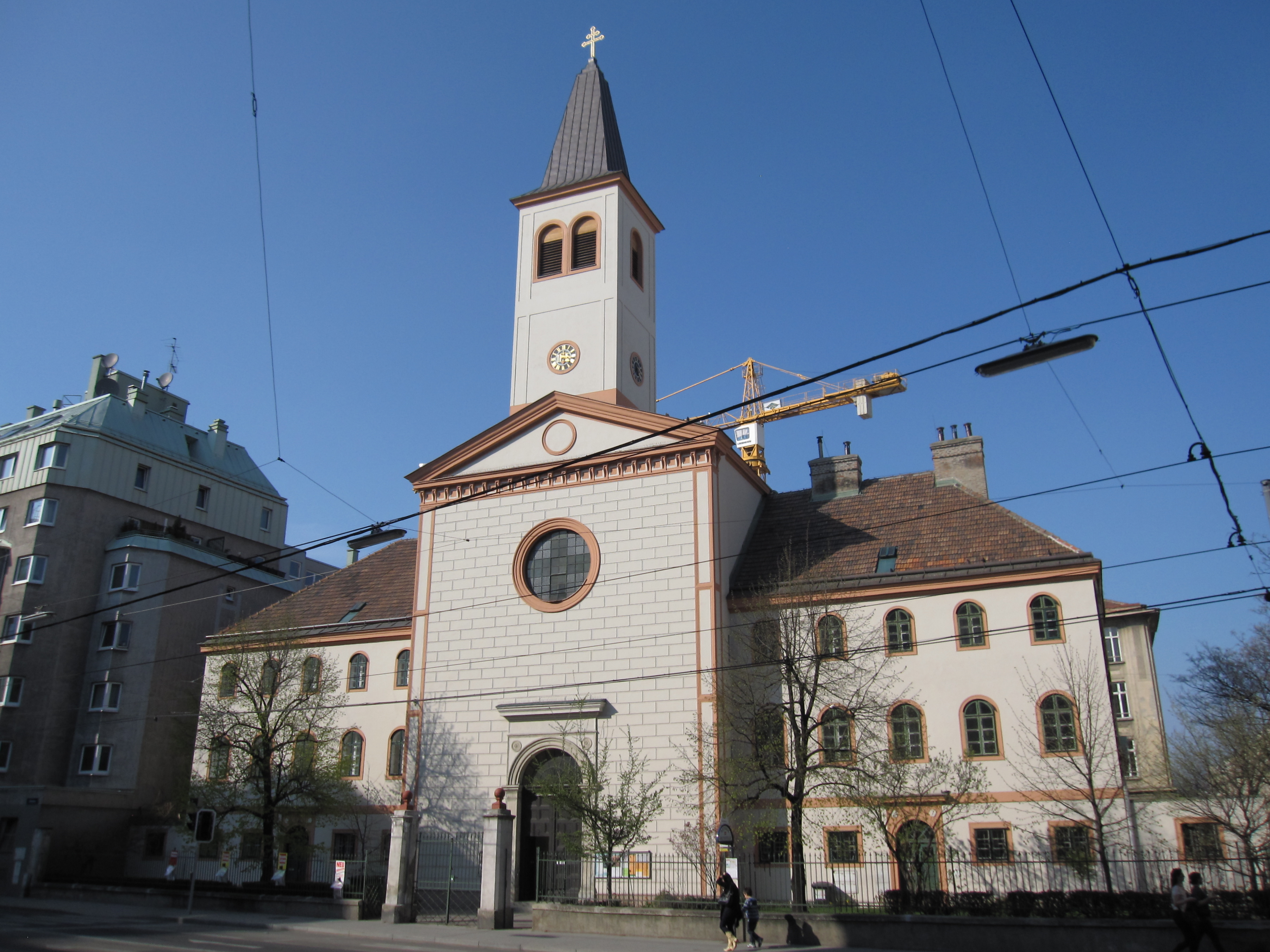
Kostel redemptoristů ve Vídni
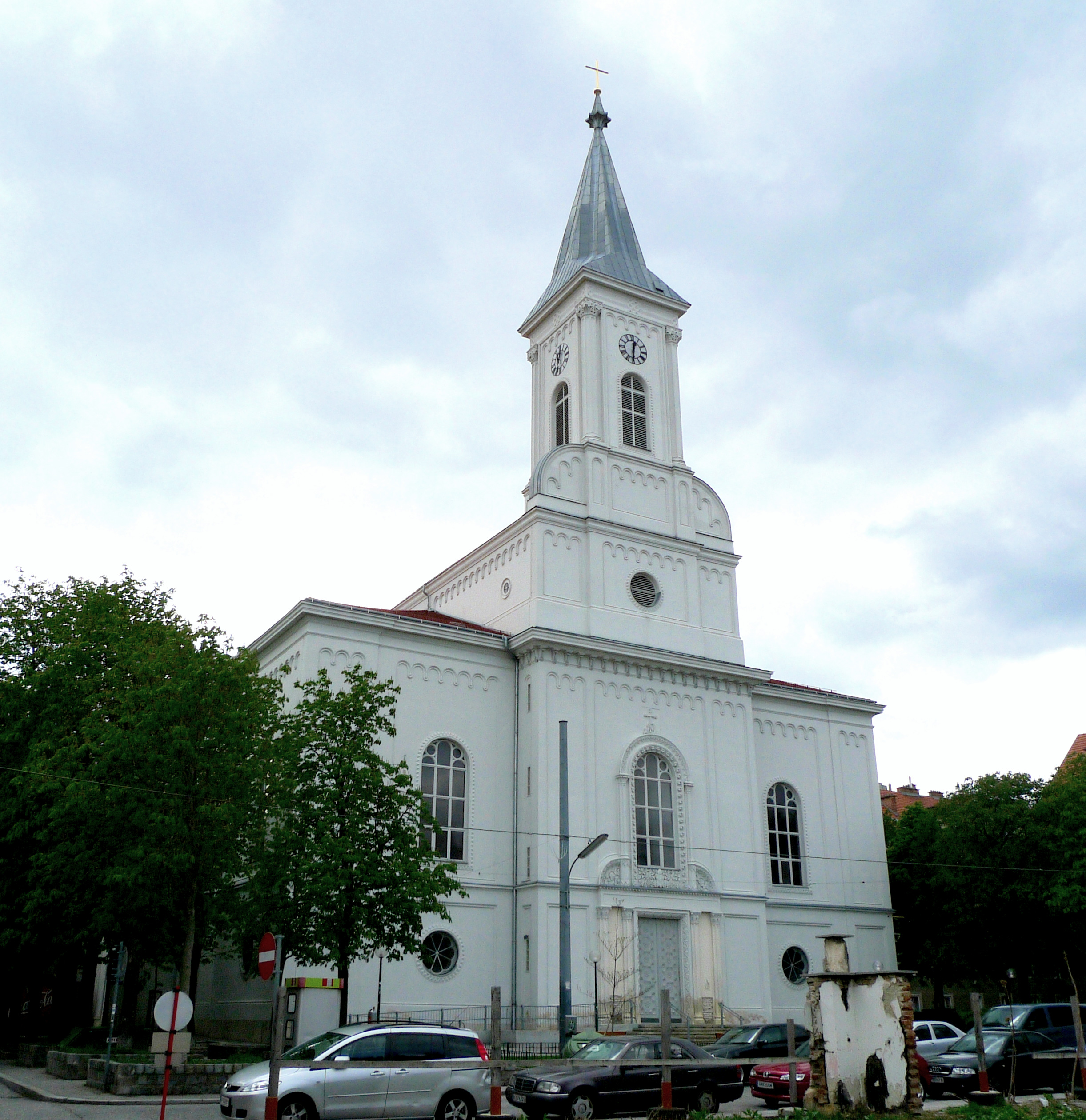
Kostel v Meidlingu
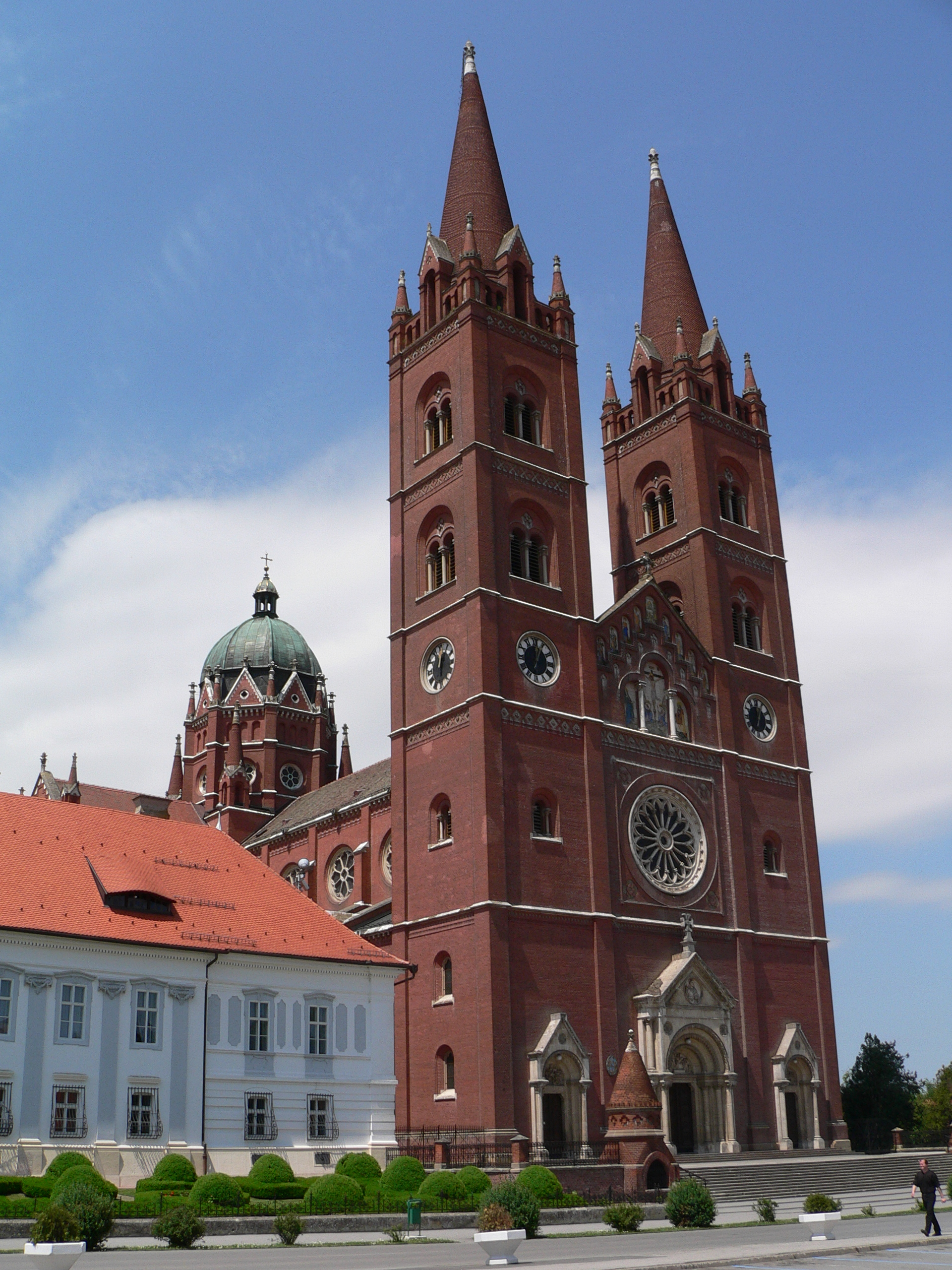
Katedrála v Ďakovu
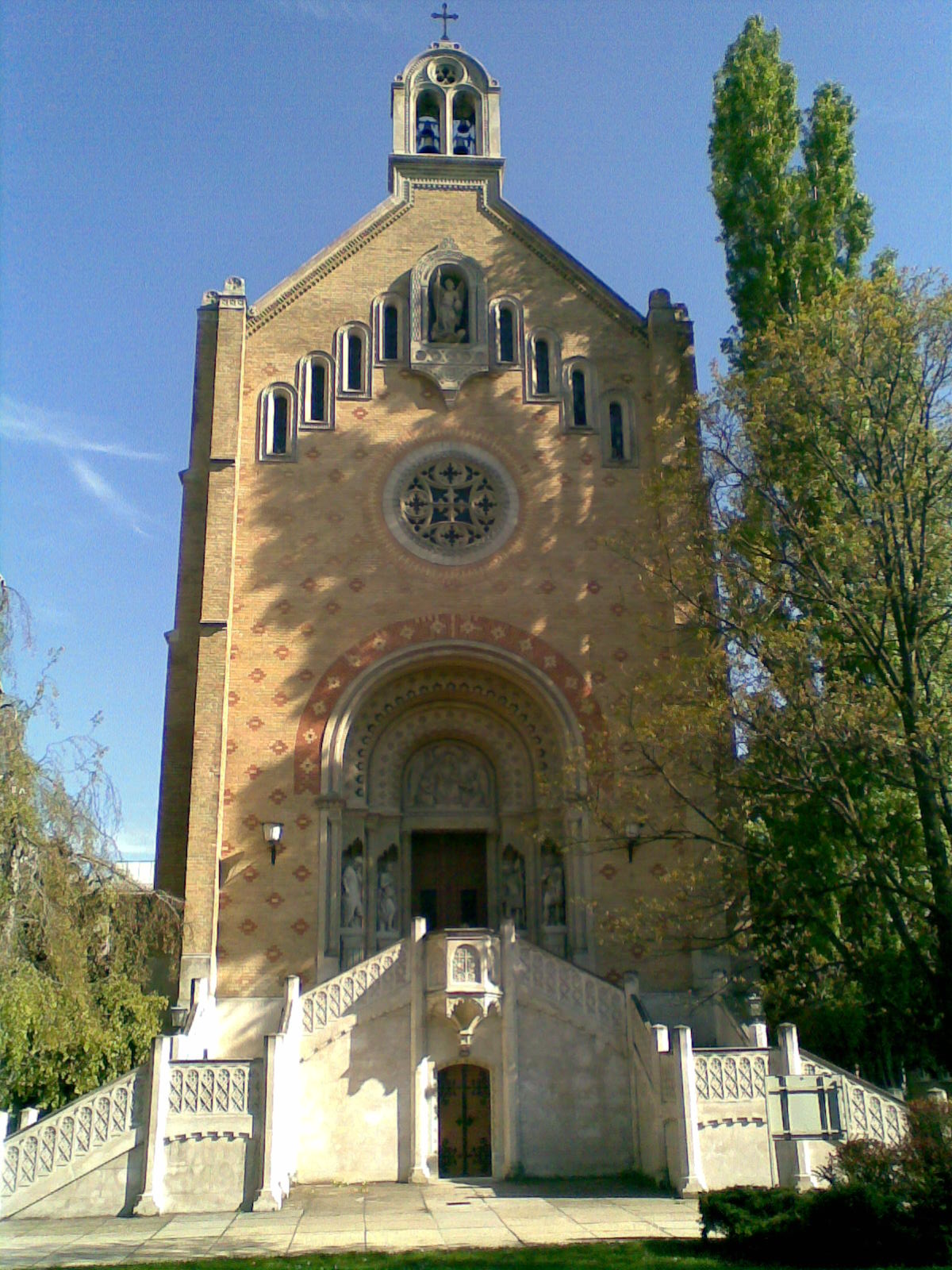
Kostel P. Marie v Arsenalu
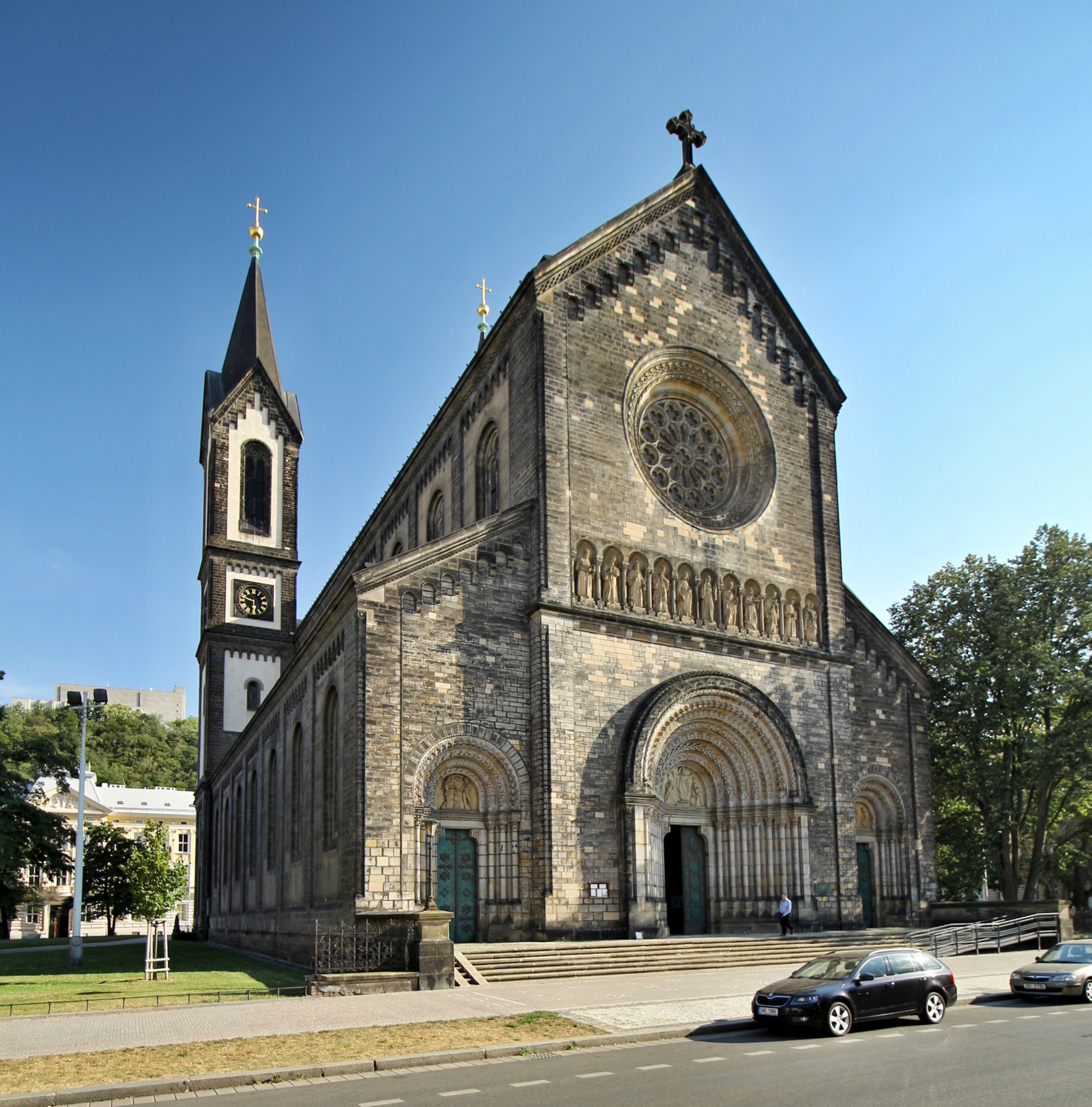
Kostel sv. Cyrila a Metoděje v Karlíně
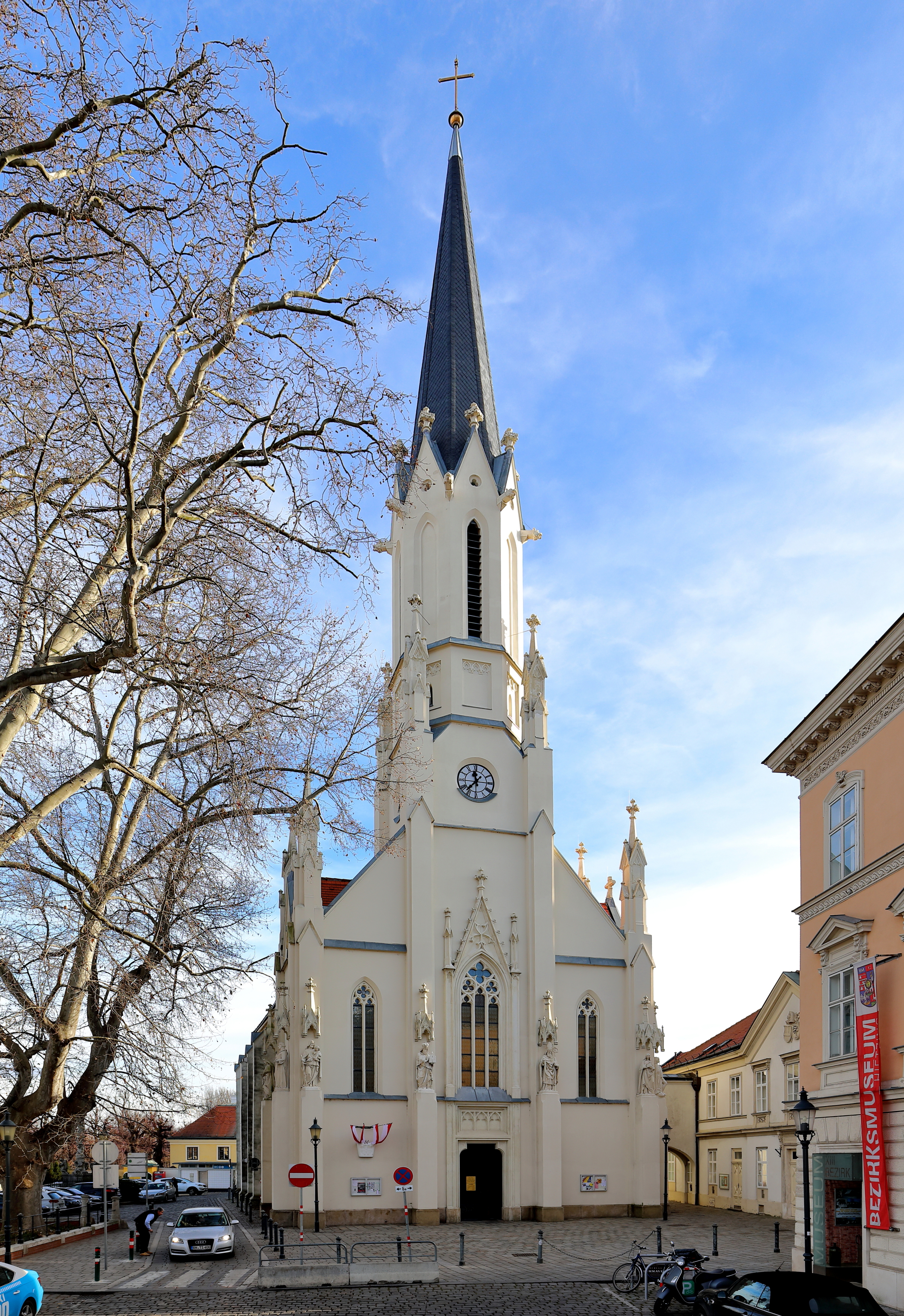
Kostel v Hietzingu
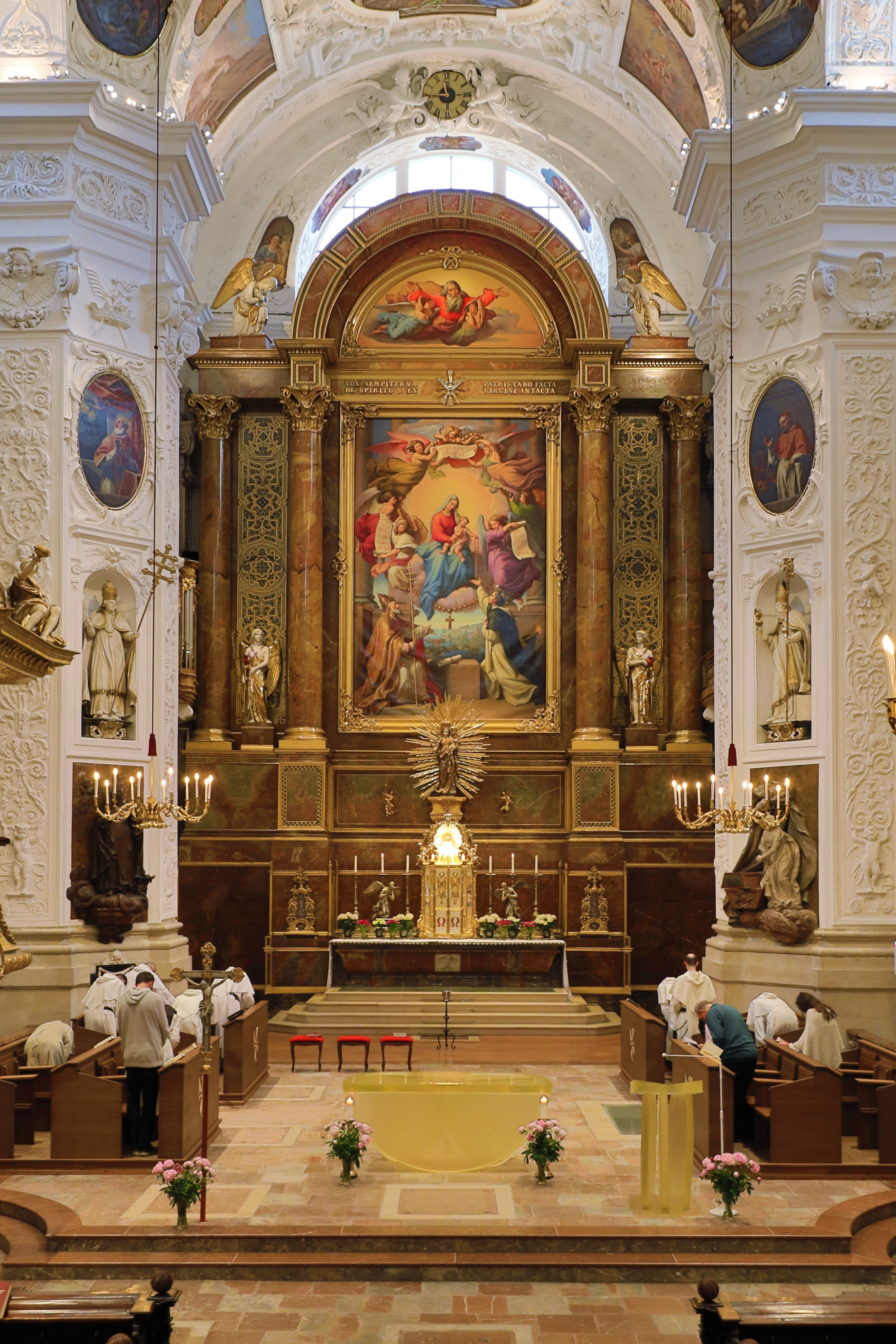
Hlavní oltář dominikánů, Vídeň